# Dionysius von Alexandria
Dionysius von Alexandria (auch bekannt als Dionysius der Große; * vor 200; † 264/265) war der bedeutendste Schüler des Origenes und amtierte ab 248 als Bischof von Alexandria. Er gilt neben Cyprian von Karthago als einer der bedeutendsten Bischöfe des 3. Jahrhunderts.

## Christenverfolgung des Decius
Dionysius wurde als Heide aus angesehener Familie wahrscheinlich gegen Ende des 2. Jahrhunderts geboren; er konvertierte dann früh zum Christentum und hatte nach eigenen Angaben eine Vision, der zufolge ihm die Gabe verliehen worden sei, jedwede Häresie zu widerlegen. Er übernahm um 232 von Heraklas die Leitung der bedeutenden Katechetenschule von Alexandria, an der zuvor bereits Origenes lehrte, welcher Lehrer des Dionysios war. Im Jahr 249 kam es dann noch unter Kaiser Philippus Arabs in Alexandria zu ersten Ausschreitungen gegen Christen – Dionysius berichtet darüber in einem Brief an Bischof Fabius von Antiochia –, welche dann im Jahr 250 mit der Christenverfolgung des Kaisers Decius eskalierten, die Dionysius zur Flucht in die Libysche Wüste zwang. Ebenso wie in anderen Städten war auch in Alexandria zum einen zu beobachten, wie zahlreiche Christen zu lapsi wurden, also ihrem Glauben angesichts der unmittelbaren Todesgefahr abschworen, zum anderen kam es aber auch zu zahlreichen Martyrien; zu nennen sind Julian und Kronion, die ebenso verbrannt wurden wie der Libyer Makarius und Epimachus; auch ein Alexander wurde, nach langer Haft, dem Feuer übergeben, gemeinsam mit vier Frauen; die Jungfrau Ammomarion starb durch Folterung; Mercuria und Dionysia, zwei betagte Frauen, wurden durch das Schwert hingerichtet; die Ägypter Heron, Ater und Isidorus wurden gefoltert und dann verbrannt; der fünfzehnjährige Dioskurus, der der Folter standgehalten hatte, wurde freigelassen; ebenso die schon betagte Jungfrau Apollonia. Nemesion wurde an der Seite zusammen mit zwei Räubern verbrannt. Zahlreiche Christen wurden in die Sklaverei verkauft.

## Novatianisches Schisma
In der Folge stellte sich die Frage, wie mit den lapsi zu verfahren sei. Dionysius setzte sich für die Wiederaufnahme in die Glaubensgemeinschaft ein, zumal auch einige der während der Verfolgung Hingerichteten sich vor ihrem Tod hierfür ausgesprochen hätten. Damit stellte er sich auch gegen Novatian, der in Rom als Gegenbischof gegen Cornelius angetreten war. Der Briefwechsel zwischen Dionysius und Novatian, der auf Unterstützung durch den alexandrinischen Bischof hoffte, ist erhalten. Darin wies Dionysius Novatian zurecht, er hätte lieber das Martyrium erleiden statt seine Kirche spalten sollen. Dionysius’ Haltung zeichnete sich durch Verständnis gegenüber den Sündern aus, denen er die Vergebung nicht vorenthalten wollte. Seine Autorität und seine praktischen Fähigkeiten als Organisator halfen dabei, dass im Osten die Kirche über die Frage der lapsi keine Spaltung erfuhr.
Wenig später verbreitete sich die Pest in Ägypten, die Dionysius in seinen Briefen eindringlich beschreibt, wobei er hervorhebt, dass die Heiden in dieser Zeit aus Angst vor Ansteckung ihre Freunde und Angehörigen verlassen hätten und dennoch mehr Tote zu beklagen gehabt hätten als die Christen, die einander treu geblieben seien.

## Ketzertaufstreit
Von der Provinz Africa aus verbreitete sich unterdessen der Ketzertaufstreit in der Kirche. Darin ging es um die Frage der Gültigkeit der Taufe, die von einem Häretiker gespendet wird. Cyprian von Karthago hatte sich vehement gegen die Gültigkeit dieser Taufen ausgesprochen und wurde dabei von Bischof Firmilian im kappadokischen Caesarea unterstützt. Die Synoden von Karthago in den Jahren 255 und 256 bestätigten diese Position. Dagegen stand der römische Bischof (ab 254 war dies Stephan I.), der ein objektives Sakramentsverständnis vertrat, das unabhängig von der Würde des Taufenden sei. Der pragmatisch veranlagte Dionysius suchte hier um der Einheit der Kirche willen den Ausgleich. Während er theologisch die Haltung Cyprians eher ablehnte, mahnte er zugleich Stephan, über diese Frage keine Kirchenspaltung zu provozieren. Daneben sandte er Briefe nach Rom, in denen er um die theologische Klärung einzelner Fälle von Ketzertaufen bat und in der Folge hielt er sich offenbar an die von Stephan verordnete Praxis, „Wiedertaufen“ zu verbieten.

## Weitere theologische Streitfragen
Der ägyptische Bischof Nepos predigte chiliastische Lehren, wonach Christus ein tausendjähriges Reich auf Erden errichten werde. Er berief sich dabei auf die Johannesapokalypse, deren apostolische Verfasserschaft Dionysius jedoch in seiner Schrift Perì epaggelion durch kritischen Vergleich mit dem Johannesevangelium bestritt – die Frage der Identität des Autors der Apokalypse ist bis heute umstritten. Vor allem im Bezirk Arsinoe war die Lehre des Nepos weit verbreitet und Dionysius ging persönlich in die dortigen Dörfer, um gegen den Chiliasmus zu predigen, wobei er auch Korakion, der dort die Schriften des Nepos verbreitet hatte, überzeugen konnte. Später war Dionysius auch in einen Streit mit Sabellianern verwickelt, die in der Christologie monarchianische Positionen vertraten. Dagegen nahm Dionysius eher eine Haltung ein, wie sie später Arius vertrat, indem er feststellte, der Sohn sei im Gegensatz zum Vater poíema, also geschaffen, und von diesem in der Substanz verschieden. Der seit 259 amtierende römische Bischof Dionysius verwarf diese Position seines alexandrinischen Amtskollegen als Irrlehre, während Eusebius von Caesarea Dionysius von Alexandria Sympathien entgegenbrachte; die orthodox-trinitarische Kirche überging diese Episode meist, die als Streit der beiden Dionyse bezeichnet wird.

## Valerianische Christenverfolgung
Auf Kaiser Decius war nach der kurzen Herrschaft zweier weiterer Kaiser im Jahr 253 Valerian gefolgt, der im Jahr 257 eine groß angelegte Christenverfolgung in Gang setzte. Erneut musste Dionysius aus seiner Heimatstadt fliehen, doch während Cyprian in Karthago das Martyrium erlitt, blieb Dionysius dieses Schicksal erspart, auch wenn er erst unter Gallienus im Jahr 260 zurückkehren konnte. Alexandria wurde allerdings in der Folge durch bürgerkriegsähnliche Unruhen und durch den erneuten Ausbruch der Pest erschüttert.

## Philosophische Schriften
Wahrscheinlich vor seiner Zeit als Bischof, als Dionysios allein mit der Leitung der Katechetenschule betraut war (232–248), entstand das einzig bekannte philosophische Werk des Dionysios: De natura (περὶ φύσεως). Von diesem Werk besitzen wir quasi nur Auszüge aus dem ersten Buch, welche bei Eusebius und Johannes Damascenus überliefert sind. Das Werk war Dionysios’ Sohn Timotheos gewidmet. Zumindest im ersten Buch von De natura wurde die Physik Epikurs aus christlicher Sicht widerlegt, was ein Unikum in der griechisch-christlichen Literatur darstellt. Dionysios argumentiert für eine Vorsehung und gegen das Zufallswalten der epikureischen Atome anhand von Beispielen aus dem Alltag, anhand des Kosmos und des menschlichen Körpers. Auch kritisiert er Epikurs Götterlehre. Stilistisch haben die Überreste der Schrift zwar einige Qualitäten und auch innovativ-inhaltliche Elemente sind zu verzeichnen, aber die philosophische Tiefe weist Defizite auf. Die Polemik des Dionysios ist ein Hinweis auf Kontroversen zwischen Epikureern und Christen in Alexandria zur Zeit des Dionysios.

## Verehrung

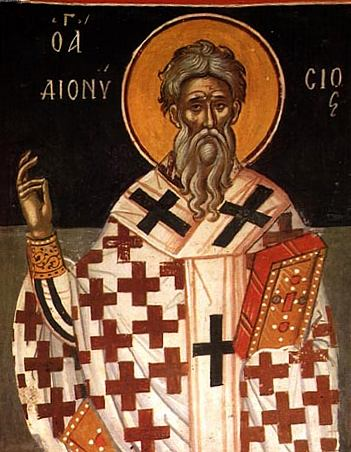
Darstellung des Dionysius von Alexandria möglicherweise aus dem 18./19. Jahrhundert

Dionysius starb betagt im Jahre 264, im Bischofsamt folgte ihm Maximus. Sein Gedenktag ist der 17. November; wegen eines irrtümlichen Datums, das sich eigentlich auf seine Flucht ins Exil bezog, findet sich zum Teil auch der 3. Oktober.

## Ausgaben
- Kilian Josef Fleischer: Dionysios von Alexandria, De natura (περὶ φύσεως). Übersetzung, Kommentar und Würdigung. Mit einer Einleitung zur Geschichte des Epikureismus in Alexandria, Brepols, Turnhout, 2016, ISBN 978-2-503-56638-2.
- ΔΙΟΝΥΣΙΟΥ ΛΕΙΨΑΝΑ. The Letters and other remains of Dionysius of Alexandria. Edited by Charles Lett Feltoe, B. D. (Cambridge 1904).
- Dionysius von Alexandrien, Das erhaltene Werk. ΔΙΟΝΥΣΙΟΥ ΛΕΙΨΑΝΑ. Eingeleitet, übersetzt und mit Anmerkungen versehen von Wolfgang A. Bienert, Bibliothek der griechischen Literatur 2 (Stuttgart 1972).
- Adolf von Harnack: Sammlung der Briefe des Dionysius von Alexandria, in: Harnack: Die Briefsammlung. des Apostels Paulus und der anderen vorkonstantinischen Briefsammlungen, 1926, S. 62 ff.